# H album -H·A·N·D-
H album -H·A·N·D-是日本二人組合近畿小子的第8張專輯。於2005年11月16日由傑尼斯娛樂唱片公司發行。

## 解說
本專輯是以專輯來說自第二張單曲精選專輯『KinKi Single Selection II』以來相隔一年，而以原創專輯來說就是自『G album -24/7-』以來相隔兩年才推出的第8張團體名義原創專輯。
從去年2004年的單曲『嘿，我會加油。』以後，團體名義推出的音樂作品間隔擴大，該年唯一一張推出過的專輯只是單曲精選專輯而已。因而中斷了自出道起每年均會推出一張原創專輯的做法。這是因為成員二人正積極活躍於各自的個人音樂活動，結果以團體名義發表的單曲相對較少，使原創專輯推出間隔相應擴大。同年推出過的單曲就只有『天鵝絨的幽闇』，再與單曲精選專輯同時發售的單曲『Anniversary』，所以這次的專輯甚被期待。
本專輯繼續自上張專輯開始的做法，在專輯名字後加上副題。本專輯的副題是“H·A·N·D”，根據專輯內附歌詞本上模倣字典的解說文字中提及，H·A·N·D本身是英語中表示『手』的意思。另外，「H」含有“Heart & Harmony & Happiness & Honey & Hope and more...”的意思，即“心、和諧、幸福、心愛的人、希望···”的意思。而『H·A·N·D』又是英語「Have A Nice Day」的縮略，意即「祝你愉快的一天」。所以這個副題其實蘊含了兩個訊息在內。連上張專輯在內已經是連續兩張專輯都有用上了副題，所以有以後的專輯繼續使用副題的傾向。
在本專輯發售後，雖然仍有單曲「SNOW! SNOW! SNOW!」隨之後接，不過在下一年2006年的前半年則再次以個人活動為主。剛以ENDLICHERI☆ENDLICHERI的名義活動，光一也從過往以舞台劇為主的重心開始移向音樂。其首次以個人名義推出的出道單曲．專輯亦隨之推出。結果以團體名義推出的下一張音樂作品在2006年的下半年才出現，是7月發售的單曲「夏日風情」。
本專輯另外一個特別之處，就是有別於過往收錄二人親自作曲的獨唱曲，這次收錄的獨唱曲都是由其他音樂人提供的。不過專輯收錄了兩人合作創作的歌曲「戀淚」。自作曲收錄減少的原因，是因為去年以及下一年繼續的個人活動增多，結果以團體名義推出的個人歌曲數目隨之減少。另外，以原創專輯來說本專輯首次收錄了一首純音樂歌曲。
在Oricon銷量榜的首批銷量雖然比『G album -24/7-』有所上升，但累積銷量卻不升反跌。初回版比通常錄少收錄一首歌曲，不過卻隨碟附送收錄了兩人的訪問片段、歌曲「99%LIBERTY」的PV，以及專輯製作和PV拍攝片段的DVD影碟。通常版除了封面不同外，更多收錄一首歌曲。雖然隨碟附送DVD及初回和通常版的收錄歌曲不同的做法，早在2003年推出的單曲已經出現過，但在專輯上還是首次。因為過往的初回版專輯和通常版專輯只是封面和歌詞本內容不同，由此可見傑尼斯事務所的銷售方針出現了轉變，以便衝唱片銷量。
至於在專輯曲風方面，雖然整體傾向流行曲風，並非以成熟路線作中心，但正因為與上張專輯中的沉實成熟風格及過往的專輯之間有別，可以說是一張集合了全新元素的專輯。

## 收錄歌曲

### 初回版收錄歌曲
1. Arabesque ～一千零一夜的夢～（Arabesque ）
  - 作曲：井手功二
  - 作詞：井手功二
  - 編曲：鈴木雅也
  - 和音編排：岩田雅之
2. Anniversary
  - ※第20張單曲。
  - 作曲：織田哲郎
  - 作詞：Satomi
  - 編曲：家原正樹
3. 戀淚
  - ※KinKi Kids二人自己作曲作詞的合唱作品。
  - 作曲：堂本光一
  - 作詞：堂本　剛
  - 編曲：石塚知生
4. 【藍天】（【AOZORA】）
  - 作曲：大智、宮崎　誠
  - 作詞：高須光聖
  - 編曲：佐藤泰將
5. 你是宿命（キミハカルマ）
  - 作曲：大智
  - 作詞：前田隆弘
  - 編曲：家原正樹
  - 和音編排：小田原友洋
6. Love Me More
  - ※堂本光一獨唱作品。
  - 作曲：Marcus Dernulf、Marit Woody
  - 作詞：白井裕紀、新　美香
  - 編曲：ha-j
7. Breath
  - ※堂本剛獨唱作品。
  - 作曲：河口京吾
  - 作詞：河口京吾
  - 編曲：武藤良明
8. WATER SCREEN -theme of H-
  - 作曲：十川知司
  - 編曲：十川知司
9. 天鵝絨的幽闇（ビロードの闇）
  - ※第21張單曲。
  - 作曲：林田健司
  - 作詞：Satomi
  - 編曲：CHOKKAKU
10. Diamond Story（ダイヤモンド・ストーリー）
  - 作曲：飯岡隆志
  - 作詞：松本素生
  - 編曲：CHOKKAKU
11. 到車站的同一條歸家路（駅までは同じ帰り道）
  - 作曲：飯田建彥
  - 作詞：久保田洋司
  - 編曲：長岡成貢
  - 和音編排：松下　誠
12. 未完的Love Song（未完のラブ・ソング）
  - 作曲：Gajin
  - 作詞：Gajin
  - 編曲：Gajin
13. 99%LIBERTY
  - 作曲：織田哲郎
  - 作詞：前田隆弘
  - 編曲：家原正樹
  - 銅樂編排：下神龍哉

### 通常版收錄歌曲
1. Arabesque ～一千零一夜的夢～
2. Anniversary
3. 戀淚
4. 【藍天】
5. 你是宿命
6. Love Me More
7. Breath
8. WATER SCREEN -theme of H-
9. Diamond Story
10. 到車站的同一條歸家路
11. 未完的Love Song
12. 99%LIBERTY
13. In My Heart
  - 作曲：Ooyagi Hiroo
  - 作詞：Ooyagi Hiroo
  - 編曲：石塚知生
  - 和音編排：岩田雅之